# Diagram

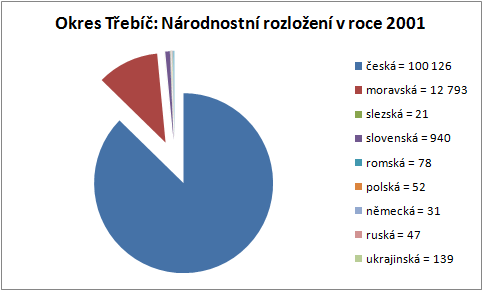
Kruhový diagram

Sloupcový diagram

Diagram (přibližným synonymem je graf) je strukturované grafické znázornění (reprezentace) pojmů, myšlenek, vztahů, číselných, matematických nebo statistických údajů, prostorových nebo anatomických vztahů a podobně, sloužící názornému objasnění nebo jako pomůcka v myšlenkových postupech. Diagram nebo graf a názvy jejich součástí jsou v mnoha případech také abstrahovanými teoretickými pojmy, jejichž teorie je z grafického znázornění odvozena (například teorie grafů, graf funkce, fázový diagram a trojný bod atd.).
Slovo diagram se do češtiny dostalo přes němčinu (Diagramm) z řeckého slova diagramma, které znamená kresbu nebo obrazec a je odvozené ze slovesa diagrafo (= kreslím, přepisuji).
Diagramy mohou být založeny na různých principech:
- osový diagram: na dvou nebo více osách znázorňuje vztah různých veličin, například graf funkce. Osové grafy využívají ve znázornění body, čáry (liniový graf) i plochy, je z nich odvozen i sloupcový graf.
- množinové diagramy, například Vennův diagram
- diagramy znázorňující prostorové uspořádání, například chemický vzorec, mapa, anatomické schéma, květní diagram
- diagramy znázorňující množstevní poměr, typicky kruhový diagram (například „koláč sledovanosti“)
- diagramy popisující změnu ceny v závislosti na čase – svícový diagram
- nelineární písma, například notový záznam, Braillovo písmo. Notový záznam nese zároveň rysy osového diagramu (svislá osa = výška tónu, vodorovná osa = čas)
- diagramy znázorňující časovou návaznost procesů a jejich diverzifikaci (větvení možností) – vývojový diagram, různé další procesní diagramy z oblasti lidských činností i přírodních a technických procesů, včetně grafických návodů k použití atd.
- bilanční diagram – Sankeyův diagram
- diagramy odrážející jiné aspekty struktury nebo společných vlastností, například uspořádání periodické soustavy prvků

## Software pro tvorbu grafů
Seznam softwaru, který lze pro tvorbu grafů využít

### Delphi - VCL and FireMonkey (FMX)
- TeeChart – (informace v angličtině
- Java

- JFreeChart – bezplatný (free)
- TeeChart

### JavaScript
- D3.js
- Highcharts
- plotly.js

### NET
- TeeChart

### Pascal and ObjectPascal
- TAChart – komponenta pro tvorbu grafu

### PHP
- TeeChart

### S
- R
- S-Plus

### Spreadsheets
- Microsoft Excel – pro tvorbu základní typů grafů (spojnicový, sloupcový, výsečový, pruhový, …)
- LibreOffice Calc – pro tvorbu základní typů grafů (bezplatný)
- Apache OpenOffice Calc
- EditGrid
- KChart –
- Numbers – iWork
- Google Sheets